# Trichardis picta
Trichardis picta är en tvåvingeart som beskrevs av Hermann 1906. Trichardis picta ingår i släktet Trichardis och familjen rovflugor. Inga underarter finns listade i Catalogue of Life.